# Aterciopelados
Gli Aterciopelados sono un gruppo musicale colombiano attivo dal 1992.

## Formazione
- Andrea Echeverri - voce, chitarra
- Hector Buitrago - basso
- Mauricio Montenegro - batteria

## Discografia
- 1994 - Con el Corazón en la Mano
- 1995 - El Dorado
- 1997 - La Pipa de la Paz
- 1998 - Caribe Atómico
- 2000 - Gozo Poderoso
- 2002 - Evolución
- 2006 - Oye
- 2008 - Río